# 제7의 사나이
제7의 사나이는 한국에서 제작된 박근태 감독의 1969년 영화이다. 남궁원 등이 주연으로 출연하였고 우기동 등이 제작에 참여하였다.

## 출연

### 주연
- 남궁원
- 남정임
- 김혜정

## 제작진
- 조명: 강용신
- 미술: 송백규